# アカメアメガエル
アカメアメガエル（赤眼雨蛙、Litoria chloris）は、アマガエル科に分類されるカエル。アカメアマガエルは別種。

## 分布
オーストラリア（クイーンズランド州東部、ニューサウスウェールズ州東部）固有種

## 形態
体長4.3-6.5cm。虹彩の外縁は赤い。
幼生の体色は褐色。

## 生態
森林や草原等に生息する。樹上棲で、繁殖期以外に地表に下りることは稀。
食性は動物食で、昆虫類や節足動物等を食べる。
繁殖形態は卵生。水面に1回に800-1000個の卵を産む。幼生は水温27℃において約27日で変態し、幼体になる。